# Chrysoblephus gibbiceps
El sargo cabezón (Chrysoblephus gibbiceps) es una especie de peces de la familia Sparidae en el orden de los Perciformes.

## Morfología
Los machos pueden llegar alcanzar los 75 cm de longitud total.

## Distribución geográfica
Se encuentra en las  costas de Sudáfrica.